# Asa made jugyō chu!
Asa made jugyō chu! (朝まで授業chu！?) è un manga realizzato da Akiyoshi Ohta e disegnato da Munyū, pubblicato in Giappone dalla Media Factory a partire dal 2010. Nel 2012 il manga è stato adattato in un episodio OAV, prodotto dallo studio GoHands.

## Trama
La storia ruota attorno a Yuuki Kagami, un ragazzo che riesce a entrare nella scuola da lui più ambita con una borsa di studio, ma che per errore viene messo nel dormitorio femminile nel quale i maschi sono rigidamente interdetti. Di fronte alla possibilità di essere espulso decide di travestirsi da ragazza ma in aggiunta finisce in stanza con la sua insegnante responsabile Ayana Kakinozaka.

## Personaggi
Yūki Kagami
Doppiato da Asami Shimoda
Ayana Kakinozaka
Doppiata da Azumi Asakura
Risa Takabane
Doppiata da Suzuko Mimori